# 普通擬八哥
普通擬八哥（學名：Quiscalus quiscula）是擬八哥屬下的一種鳥類，廣泛分佈于北美洲中東部。

## 形態
成年體長28—34 cm（11—13英寸），翼展36—46 cm（14—18英寸），體重74—142 g（2.6—5.0 oz）。其兩性外形差異沒有同屬其他生物那麼大。

## 分類
普通擬八哥共有三個亞種：
- Q. q. quiscula (Linnaeus 1758)
- Q. q. stonei (Chapman, 1935)[6]
- Q. q. versicolor (Vieillot, 1816)

## 與人類的關係
因它會吃穀物，所以被農民當成害鳥而捕杀。雖然其種群（7300萬隻）依然龐大，但其巔峰時期數量達到過1.9億，現在已經下降61%。

## 外部連接
- 互聯網鳥類收藏上有关Common grackle的錄像、照片和音頻